# John Felton
John Felton (ur. ok. 1595, zm. 28 października 1628) – porucznik marynarki angielskiej, fanatyczny purytanin, który zasztyletował 23 sierpnia 1628 w Portsmouth George’a Villiersa, pierwszego księcia Buckingham, faworyta króla Karola I.
Felton prawdopodobnie uważał, że zły stan angielskiej marynarki nie poprawi się, dopóki będzie żył Buckingham. Specjalna rada, która przesłuchiwała Feltona po dokonanym przez niego zabójstwie użyła wielu z ówczesnych tortur, w końcu Feltona powieszono.
Zabójstwo dokonane przez Feltona opisał Alexandre Dumas w swojej powieści Trzej muszkieterowie.